# Jaroslav Bakala
Jaroslav Bakala (7. ledna 1931 Rimavská Sobota – 22. srpna 2008 Opava) byl český historik, který se specializoval na nejstarší dějiny Slezska, na počátky česko-polských vztahů a na vývoj rakouského Slezska ve 2. polovině 19. století.

## Život
Po studiu na klasickém gymnáziu v Brně (1942–1950), absolvoval filozofickou fakultu Masarykovy univerzity (1950–1955). Na univerzitě patřil do okruhu studentů profesora Jindřicha Šebánka. Po studiu působil jako správce okresního muzea v Bílovci (1956–1957), poté pracoval v Okresním archivu v Opavě a od roku 1961 ve Slezském muzeu v Opavě, kde od roku 1967 působil jako zástupce ředitele muzea. Z důvodu angažovanosti v období pražského jara byl po roce 1968 ze všech funkcí odvolán a v muzeu zůstal pracovat jako řadový zaměstnanec. V roce 1977 nastoupil do Slezského ústavu ČSAV, kde se začal zabývat výzkumem průmyslových oblastí v době kapitalismu. Po roce 1989 se podílel na vzniku Slezské univerzity v Opavě. V roce 1991 se na Masarykově univerzitě habilitoval pro obor starší české dějiny, v letech 1994–1997 působil jako děkan Filozoficko–přírodovědecké fakulty Slezské univerzity v Opavě a od roku 1997 jako vedoucí oddělení historie Ústavu historie a muzeologie Filozoficko–přírodovědecké fakulty Slezské univerzity v Opavě.
Jeho synovcem je podnikatel Zdeněk Bakala.

## Publikace
- Osídlení Frýdecka a Jablunkovska v období vrcholného feudalismu. Frýdek-Místek : Okresní vlastivědné muzeum, 1982.
- Osídlení Místecka a Brušperska v období vrcholného feudalismu. Frýdek-Místek : Okresní vlastivědné muzeum, 1983.
- Charakter národnostní asimilace v největších průmyslových metropolích Rakouska-Uherska. Opava : Slezský ústav ČSAV, 1990.
- Moravskoslezské pomezí v proměnách 13. věku : výbor z článků a studií. Brno : Matice moravská, 2002. 558 s. ISBN Brno : Matice moravská, 2002. (edd. Martin Wihoda a Petr Elbl)
- Bílí Chorvati v proměnách raněstředověké Evropy : laboratoř nepřetržitého enigmatu. Opava : Slezská univerzita, 2004. 256 s. ISBN 80-7248-257-2.